# Distretto elettorale di Karasburg
Il distretto elettorale di Karasburg è un distretto elettorale della Namibia situato nella regione di ǁKaras con 16.470 abitanti al censimento del 2011. Il capoluogo è la città di Karasburg.

## Località
Oltre al capoluogo, le principali località del distretto sono Grünau, Warmbad, Aussenkehr, Ariamsvlei e Noordoewer.